# چایارخی
چایارخی (به لاتین: Çayarxı) یک منطقه مسکونی در جمهوری آذربایجان است که در شهرستان گوی‌چای واقع شده‌است. چایارخی تا این لحظه ۱۵۷۴ نفر جمعیت دارد.